# Annette von Droste-Hülshoff
Annette von Droste-Hülshoff (teljes nevén Anna Elisabeth Franzisca Adolphina Wilhelmina Ludovica Freiin von Droste zu Hülshoff; Hülshoff vára Münsternél, 1797. január 10. vagy 12. – Meersburg, 1848. május 24.) német írónő. A legjelentősebb német költők között tartják számon.

## Élete
Annette von Droste-Hülshoff régi, katolikus, vesztfáliai nemesi családból származott; édesapja Clemens August von Droste-Hülshoff, édesanyja Therese von Haxthausen. Gyermekkora magányos volt, beszűkült életet élt. Gyakran betegeskedett, ami annak is betudható, hogy koraszülöttként jött világra. 1812 és 1819 között Anton Matthias Sprickmann professzor oktatta és támogatta. Apja halála után 1826-tól bátyja, Werner vette át a családi vagyon kezelését. Annette nővérével és édesanyjával bátyja házába költözött Nienberge közelébe.
Első nagyobb útja 1825-ben Kölnbe, Koblenzba és Bonnba vezetett. Bonnban, ahol unokatestvére Clemens August von Droste-Hülshoff is lakott, ismerkedett meg barátnőjével Sibylle Mertens-Schaaffhausennel. Az ő baráti köréhez tartozott még Johanna és Adele Schopenhauer (Arthur Schopenhauer anyja és testvére) valamint Goethe menye, Ottilie. 1842-ig többször is ellátogatott Bonnba. Az egyik látogatásakor találkozott August Wilhelm Schlegellel. Annette von Droste-Hülshoff szoros kapcsolatban állt a Grimm fivérekkel is, de családi kötelezettségeinek is eleget tett. Mivel gyakran volt beteg, soha nem merült fel benne, hogy íróként próbáljon megélni és függetlenítse magát családjától. Ennek ellenére hivatásának érezte a versírást, és szerencséjére ebben anyja is támogatta.

## Művei
Annette von Droste-Hülshoff balladái (pl. Der Knabe im Moor), novellái (pl. Die Judenbuche) híresek. Mély vallásosságáról tesz bizonyságot a „Das geistliche Jahr” (Az egyházi év) című versciklusa, amelyben – korára jellemzően – a felvilágosult eszmék és a vallás közötti meghasonlottság érződik. A ciklus több részletét ma önéletrajzinak tekintik, mivel több mint húsz évig dolgozott a verseken. Irodalmi tevékenységére nagy hatással volt a Boden-tó, ahol nővérét látogatta meg, és akinek a férje középkori irodalommal foglalkozott.
Kosztolányi Dezső szerint „a legnagyobb művészek közé tartozik. Érzésvilága gyengéd és álmatagon lágy, de eszközei férfiasak, kemények, nyelve merész és egyéni.” (Idegen költők anthológiája II., 1937, Révai, Budapest, 77. old.)

### Magyarul
- A zsidóbükk. Erkölcskép a vestfáliai hegyekből; fordította: Szabó Lőrinc; Kampmann, Berlin-Dahlem, 1941 (Kazinczy könyvtár)
- Die Judenbuche. A Zsidóbükk / Geflügelte Pferde. Szárnyas lovak; Argumentum, Budapest, 1995 (Medaillon litera)